# Abel Barbin
Abel Barbin, geboren als Herculine Adélaïde Barbin (* 1838 in Saint-Jean-d’Angély; † Februar 1868 in Paris), war eine französische intergeschlechtliche und wahrscheinlich nichtbinäre Person.

## Leben
Barbin wurde in Frankreich geboren, wurde zunächst dem weiblichen Geschlecht zugeordnet und erhielt den Namen Herculine Adélaïde, ihr Spitzname war Alexina. Im Alter von zwölf Jahren verliebte sich Barbin, die in einem Institut der Ursulinen erzogen wurde, in eine Schulkameradin. Als dies bekannt wurde, wäre ihr beinahe die Erstkommunion verwehrt worden. Als Barbin 17 Jahre alt war, wechselte sie nach Le Château und erhielt eine Lehrausbildung. Dort entwickelte sich eine Freundschaft mit einer Mitschülerin namens Thécla. Sie wurde von Barbin häufig geküsst, was den Verdacht des Lehrpersonals erregte. Während die Kameradinnen sich zu jungen Frauen entwickelten, zeigte sich bei Barbin erster Bartwuchs und eine stärkere Körperbehaarung, die durch heimliches Rasieren versucht wurde zu verstecken. 1857 erhielt Barbin eine Stelle an einer Mädchenschule. Dort begann sie eine Liebesaffäre mit einer Kollegin namens Sara, was nicht verborgen blieb. Außerdem begann Barbin in dieser Zeit, an heftigen Schmerzen zu leiden. Ein Arzt wurde konsultiert, der wohl entdeckte, dass sie weibliche und männliche Geschlechtsorgane hatte, und sich an die Schulleitung wandte. Offenbar drückte er sich aber bei dem Vorschlag, Barbin von der Anstalt zu entfernen, so unklar aus, dass zunächst nichts passierte. Sie selbst fühlte sich aber schuldig und wandte sich an den Bischof von La Rochelle, Jean-François-Anne Landriot. Dieser bat Barbin, das Beichtgeheimnis zu brechen und sich an seinen eigenen Arzt, Dr. Chesnet, wenden zu dürfen. Dieser stellte fest, dass Barbin zwar eine Vagina und Urethra wie eine Frau hatte, aber nächtliche Träume, die mit Spermaergüssen endeten. Gerichtlich wurde 1860 entschieden, dass Barbin zum männlichen Personenstand überführt werden musste. Barbin verließ seine Position an der Mädchenschule und lebte fortan unter dem Namen Abel. Er zog wegen eines Pressetrubels und schlechter Nachrede nach Paris, um in der Anonymität der Stadt Schutz zu finden. Dort schrieb er die Lebenserinnerungen auf.
Barbin hatte Schwierigkeiten, sich in der neuen Situation zu orientieren und Arbeit zu finden. Er konnte nach der Personenstandsänderung trotz der Ausbildung zur Lehre sich nicht in diesem Bereich betätigen, weil Jungen- und Mädchenbildung im 19. Jahrhundert grundsätzlich unterschiedlich war und durch klare qualitative Differenzen geprägt wurde. Auch war die Bitte um Unterstützung durch die Familie für Barbin eine Hürde. Witwen, wie auch seine Mutter eine war, hatten ein erhöhtes Armutsrisiko aufgrund der wenigen Rücklagen des verstorbenen Ehegatten in Kombination mit schlechten Berufsaussichten.
Im Alter von 29 Jahren nahm sich Abel Barbin in einem Zimmer in der Rue de l’École-de-Médecine in Paris mithilfe eines Gasherds das Leben. Neben der Leiche wurden die Memoiren gefunden. Diese wurden abwechselnd in männlicher und weiblicher Form geschrieben, wodurch eine nichtbinäre Identität wahrscheinlich ist.

## Nachwirkung
Barbin wurde einer der bekanntesten Hermaphroditen des 19. Jahrhunderts. Dr. Régnier, der den Selbstmord untersuchen musste, vermutete zunächst, Barbin habe an Syphilis gelitten. Als er die Genitalien untersuchen wollte, erlebte er eine Überraschung. Régnier übergab die Aufzeichnungen Barbins Auguste Ambroise Tardieu; der Leichnam wurde von E. Goujon an der medizinischen Fakultät der Universität untersucht. 1869 erschien Goujons Étude d’un cas d’hermaphrodisme bisexuel imparfait chez l’homme, der Barbin zum Gegenstand hatte. 1874 publizierte Tardieu einen Teil der Lebenserinnerungen Barbins in seinem Werk Question médico-légale de l’identité dans ses rapports avec les vices de conformation des organes sexuels.
Im späten 19. Jahrhundert tauchte Barbins Schicksal in mehreren literarischen Werken auf, unter anderem 1893 in einem Werk Oskar Panizzas und 1899 in Armand Dubarrys L’hermaphrodite. 1908 befasste sich F. L. von Neugebauer mit Barbins Leben. 1978 wurden Barbins Texte publiziert, 1980 erschien eine englische Übersetzung, die Richard McDougall vorgenommen hatte. Die Einleitung hatte Michel Foucault geschrieben, der sich mehrfach mit Barbin beschäftigt hatte. 2008 folgte eine weitere Publikation des französischen Originals. Mittlerweile wird Barbins Schicksal auch im Schulunterricht thematisiert.
Auch der Film Le Mystère Alexina von 1984 thematisiert Barbins Leben.